# يفولوكوماب
يفولوكوماب (بالإنجليزية: Evolocumab)‏ هو دواء يُستعمل في علاج:
- وذمة شحمية[6]
- أمراض القلب[6]
- تصلب شرياني[6]
- مرض القلب التاجي[6]